# Abu Oqab
Abu Oqab (em persa: ابوعقاب, também romanizada como Abū ‘Oqāb; também conhecida como Bāgābb) é uma aldeia do distrito rural de Minubar, no condado de Abadan, na província de Khuzistão, Irã.
Segundo o censo de 2006, sua população era de 704 habitantes, em 160 famílias.